# Ren Tazawa
Ren Tazawa (田澤 廉, Tazawa Ren, né le 11 novembre 2000) est un athlète japonais, spécialiste des courses de fond.

## Biographie
Il remporte la médaille d'argent du 5 000 mètres lors des championnats d'Asie juniors de 2018.
En 2023, Ren Tazawa est sacré champion d'Asie du 10 000 m à Bangkok. 

## Palmarès
| Date | Compétition             | Lieu    | Résultat | Épreuve  | Temps          |
| ---- | ----------------------- | ------- | -------- | -------- | -------------- |
| 2018 | Championnats d'Asie U20 | Gifu    | 2e       | 5 000 m  | 14 min 17 s 26 |
| 2023 | Championnats d'Asie     | Bangkok | 1er      | 10 000 m | 29 min 18 s 44 |

## Statistiques
Selon le site worldatheltics, Ren Tazawa a pris part aux courses suivantes.
| Date           | Compétition                | Lieu   | Résultat | Temps         |
| -------------- | -------------------------- | ------ | -------- | ------------- |
| 9 février 2018 | Championnats U20 de Sydney | Sydney | 1er      | 8 min 27 s 43 |

| Date              | Compétition                                    | Lieu       | Résultat | Temps          |
| ----------------- | ---------------------------------------------- | ---------- | -------- | -------------- |
| 8 octobre 2017    | Festival National de sport de Matsuyama        | Matsuyama  | 7e       | 14 min 3 s 93  |
| 3 décembre 2017   | Essais de l'Université de Yokohama Nittai      | Yokohama   | 10e      | 13 min 53 s 61 |
| 4 août 2018       | Championnats junior asiatique de Gifu          | Gifu       | 2e       | 14 min 17 s 26 |
| 4 août 2018       | Championnats du Lycée Japonais de Ise          | Ise        | 3e       | 14 min 28 s 64 |
| 5 août 2018       | Championnats du Lycée Japonais de Ise          | Ise        | 7e       | 14 min 21 s 48 |
| 7 octobre 2018    | 73e Festival national sportif de Fukui         | Fukui      | 6e       | 14 min 7 s 07  |
| 9 juillet 2019    | Championnats du district de kanto              | Sagamihara | 7e       | 14 min 10 s 83 |
| 9 juillet 2019    | Défi de distance de Hokuren                    | Fukagawa   | 2e       | 13 min 57 s 45 |
| 22 septembre 2019 | 97e Université de Waseda vs Université de keio | Yokohama   | 5e       | 13 min 41 s 82 |
| 8 juillet 2020    | Défi de distance de Hokuren                    | Fukagawa   | 11e      | 13 min 37 s 28 |
| 17 juillet 2021   | Course de Hokuren                              | Chitose    | 4e       | 13 min 29 s 91 |
| 9 avril 2022      | 30e course du mémorial de Kanakuri             | Kumamoto   | 5e       | 13 min 22 s 60 |
| 28 septembre 2024 | Yogibo Athletics Challenge Cup 2024            | Niigata    | 5e       | 13 min 36 s 99 |

| Date              | Compétition                                                                      | Lieu                | Résultat | Temps          |
| ----------------- | -------------------------------------------------------------------------------- | ------------------- | -------- | -------------- |
| 21 avril 2018     | Relay de Kobé Hyogo                                                              | Kobe                | 21e      | 29 min 41 s 18 |
| 23 novembre 2019  | Rencontre du fond de Hachioji                                                    | Machida             | 2e       | 28 min 13 s 21 |
| 11 juillet 2020   | 89e Championnats national collégial du Japon                                     | Niigata             | 4e       | 28 min 22 s 48 |
| 4 décembre 2020   | 104e Championnats du Japon                                                       | Osaka               | 8e       | 27 min 46 s 09 |
| 3 mai 2021        | Championnats des 10 000 m du Japon                                               | Fukuroi             | 2e       | 27 min 39 s 21 |
| 6 juin 2021       | Coupe du défi d'athlétisme de Denka                                              | Niigata             | 1er      | 27 min 52 s 52 |
| 4 décembre 2021   | 293e Compétition sportive japonaise de longue distance des Universités sportives | Yokohama            | 3e       | 27 min 23 s 44 |
| 7 mai 2022        | Championnats des 10 000 m du Japon                                               | Tokyo               | 10e      | 28 min 6 s 34  |
| 17 juillet 2022   | Les Dix                                                                          | Eugene              | 19e      | 28 min 24 s 25 |
| 4 mars 2023       | Les Dix                                                                          | San Juan Capistrano | 6e       | 27 min 28 s 04 |
| 4 mai 2023        | Les 34e Jeux d'Or                                                                | Nobeoka             | 2e       | 27 min 51 s 21 |
| 20 mai 2023       | La nuit des 10 000 m                                                             | Londres             | 5e       | 27 min 40 s 40 |
| 12 juillet 2023   | Championnats d'Asie d'athlétisme                                                 | Bangkok             | 1re      | 29 min 18 s 44 |
| 20 août 2023      | Championnats du monde d'athlétisme                                               | Bucarest            | 15e      | 28 min 25 s 85 |
| 30 septembre 2023 | 19e Jeux d'Asie                                                                  | Hangzhou            | 4e       | 28 min 18 s 66 |
| 10 décembre 2023  | Championnats du 10 000 m du Japon                                                | Tokyo               | 4e       | 27 min 22 s 31 |